# Morašice (ort i Tjeckien, Södra Mähren)
Morašice är en ort i Tjeckien.   Den ligger i regionen Södra Mähren, i den sydöstra delen av landet, 180 km sydost om huvudstaden Prag. Morašice ligger 246 meter över havet och antalet invånare är 230.
Terrängen runt Morašice är platt. Runt Morašice är det ganska glesbefolkat, med 50 invånare per kvadratkilometer. Närmaste större samhälle är Znojmo, 16,3 km sydväst om Morašice. Trakten runt Morašice består till största delen av jordbruksmark.